# Daniele Alberti
Daniele Alberti (Brescia, 29 novembre 1965) è un pianista italiano.

## Biografia
Ha conseguito il diploma in pianoforte con il massimo dei voti, la lode e la menzione speciale della giuria al Conservatorio "Luca Marenzio" di Brescia; ha poi ottenuto il diploma superiore all'Ecole Normale de Musique "Alfred Cortot" di Parigi con il massimo dei voti e la menzione speciale della giuria.
Nel 1985 ha conseguito il primo premio al Concorso Internazionale di Parigi. Si è esibito in récital solistici e in concerti con orchestra nei teatri più prestigiosi del mondo, fra cui quelli di Parigi (Théâtre du Châtelet, Salle Pleyel, Salle Gaveau), Mosca (Sala Grande del Conservatorio, Philharmonica), Bruxelles (Teatro de la Monnaie), Milano (Sala Verdi), Varsavia (Philharmonica) e Praga (Rudolfinum).
Nel 1999, nell'ambito delle commemorazioni del 150º anniversario della morte di Fryderyk Chopin si è esibito in un récital per Papa Giovanni Paolo II a Castel Gandolfo. Nel 2002 ha debuttato con l'Orchestra Filarmonica di Mosca; al concerto è seguita, nel 2003, una tournée con l'orchestra russa che lo ha visto al fianco di Krzysztof Penderecki e Jurij Chatuevič Temirkanov.
All'attività di concertista e di docente affianca dal 1999 quella di direttore artistico dell'Associazione Francesco Soldano, attraverso la quale organizza una serie di eventi fra cui Musica a Palazzo, Musica in Salotto, Armonie sotto la rocca, Note di Franciacorta e l'immancabile Festival "LeXGiornate", la cui cifra distintiva è una nuova modalità di produzione culturale capace di coniugare la grande musica con la creatività e la contaminazione fra molteplici linguaggi artistici.